# تيتوس جون لوندووف بوناي
تيتوس جون لوندووف بوناي (بالإندونيسية: Titus Bonai)‏ (4 مارس 1989 بجايابورا في إندونيسيا - ) هو لاعب كرة قدم إندونيسي في مركز الهجوم. شارك مع منتخب إندونيسيا تحت 23 سنة لكرة القدم ومنتخب إندونيسيا لكرة القدم. أما مع النوادي، فقد لعب مع برسيبورا جايابورا ونادي سريويجايا ونادي سيمين بادانغ وBontang F.C. ‏ وPersiram Raja Ampat ‏.

## وصلات خارجية
- تيتوس جون لوندووف بوناي على موقع قاعدة بيانات كرة القدم.إي يو (الإنجليزية)
- تيتوس جون لوندووف بوناي على موقع ناشيونال فوتبول تيمز (الإنجليزية)
- تيتوس جون لوندووف بوناي على موقع Soccerway.com (الإنجليزية)